# Anja Pyritz
Anja Pyritz, née le 31 août 1970 à Kühlungsborn (République démocratique allemande), est une rameuse allemande.

## Biographie
Elle dispute les Jeux olympiques de 1996 et de 2000, finissant respectivement 8e et 5e des finales de huit.
Sa sœur jumelle, Dana Pyritz, est également une rameuse de haut niveau.

## Palmarès

### Championnats du monde
- Championnats du monde 2003 à Milan ( Italie) :
  -  médaille d'or en huit
- Championnats du monde 2002 à Séville ( Espagne) :
  -  médaille de bronze en huit
- Championnats du monde 2001 à Lucerne ( Suisse) :
  -  médaille de bronze en huit